# Цукорниця

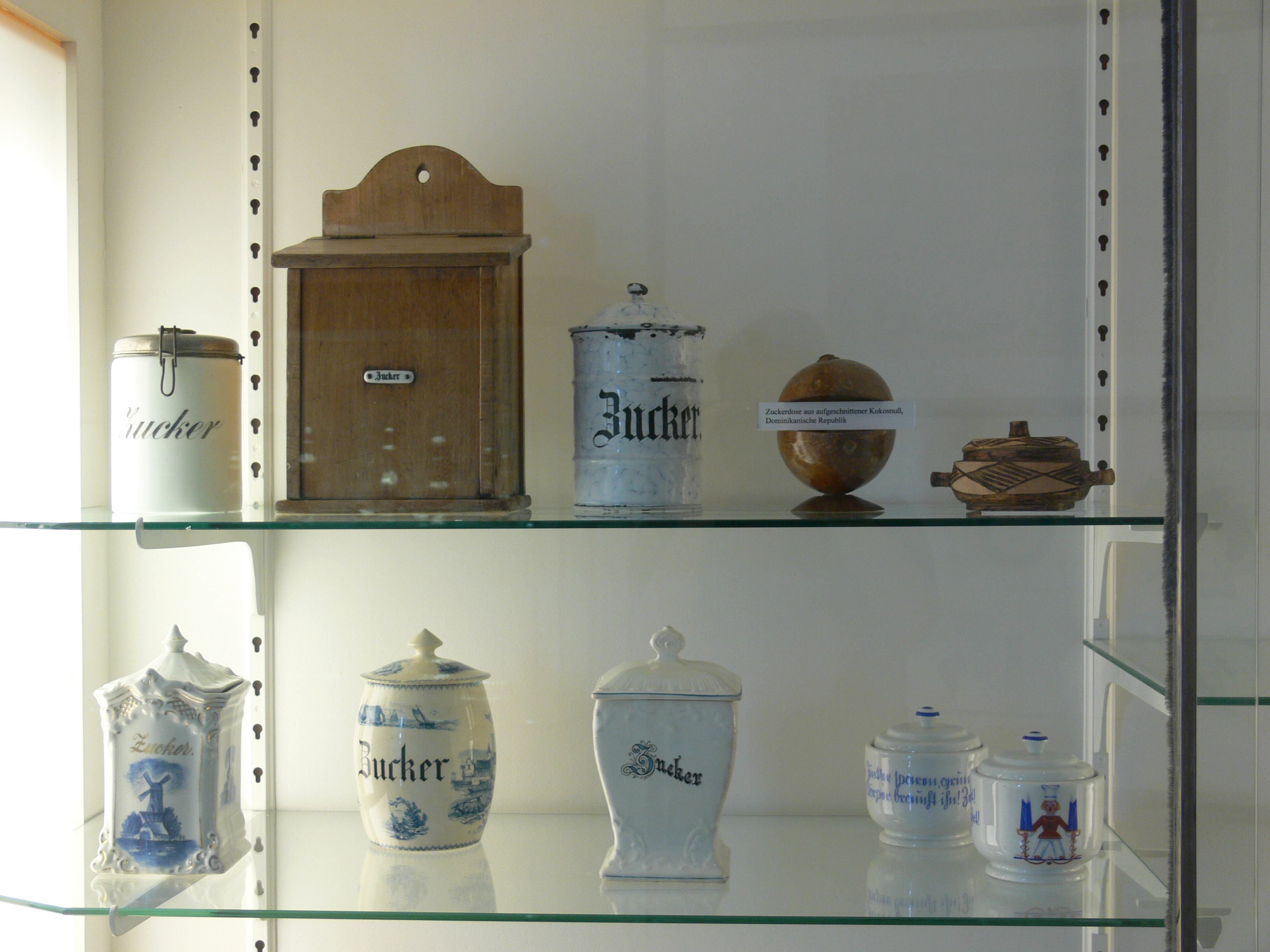
Різні види цукорниць у берлінському Музеї цукру

Цу́корниця, цу́корничка, також іноді цуке́рниця або розм. сахарниця та сахарничка — предмет чайного посуду, призначений для зберігання цукру та подачі його до столу.
Чашоподібна посудина зі скла, кераміки, порцеляни або металу («порожнистий керамічний виріб різної форми з кришкою»). Зазвичай цукорниця має кришку з виїмкою для щипчиків або ложки. Кришка оберігає цукор від вологи та пилу. У цукорниці можна зберігати як цукровий пісок, так і кусковий (колотий або пиляний), а також льодяниковий цур. Місткість цукорниці зазвичай варіюється в межах від 250 до 600 л.
Спочатку цукорниці були скляними посудинами всередині ящиків-чайниць, потім набули прямокутної форми і нарешті отримали звичну форму чаші з кришкою. Ще пізніше з'явилися скляні цукорниці та срібні цукорниці зі скляною вставкою. Сучасні цукорниці сильно розрізняються формою, зустрічаються кулясті, конічні, циліндричні, багатогранні, грушоподібні, півкулі, форма «ріпка», з ручками і без ручок тощо.
Набори з чайника, цукорниці та молочника, об'єднаних єдиним дизайном, стали популярними в Англії за часів Георга III, хоча окремі зразки зрідка існували й раніше.

## Цукорниця у мистецтві
Поль Сезанн любив зображати у своїх натюрмортах одні й самі предмети, зокрема цукорницю.